# Andreas Köpke
Andreas "Andi" Köpke (Kiel, 12. ožujka 1962.) nogometni trener i bivši nogometni vratar koji je branio boje njemačke reprezentacije. 
Köpke je bio dio momčadi koja je osvojila SP 1990., kao i one koja je nastupala na SP 1994., ali nije igrao ni minutu. Tadašnji izbornici su preferirali Boda Illgnera. Köpke je svoju šansu dobio kasnije. 
Izabran je kao najbolji igrač u Njemačkoj 1993. Imao je jednu od najvažnijih uloga na EP 1996., obranivši Southgateov jedanaesterac u polufinalu, te tako osigurao finale svojoj reprezentaciji. Zbog te intervencije je u izboru FIFA-e osvojio nagradu najboljeg vratara godine. Također je bio broj 1 na vratima njemačke rerprezentacije na SP-u 1998. Tada je u četvrtfinalu primio 3 gola od naših Vatrenih. 
Prije SP-a 1998. rekao je da će otići u mirovinu poslije tog natjecanja. I doista, ostao je pri svojoj odluci, te tako otvorio mjesto još jednom izvrsnom vrataru, Oliveru Kahnu. Andreas je ukupno nastupio 59 puta za njemačku reprezentaciju.
Köpke je počeo i završio svoju karijeru u Nürnbergu, a još je nastupao za Olympique Marseille i Eintracht Frankfurt. Trenutno je trener vratara u njemačkoj reprezentaciji. 

## Vanjske poveznice
- Stiftung Jugendfußball Andreas Köpke je predsjednik institucije